# 圣维戈尔德蒙
圣维戈尔德蒙（法語：Saint-Vigor-des-Monts，法語發音：[sɛ̃ viɡɔʁ de mɔ̃]）是法国芒什省的一个市镇，属于圣洛区。

## 地理
圣维戈尔德蒙（48°54'38"N, 1°5'12"W）面积15.74 平方千米，位于法国诺曼底大区芒什省，该省份为法国西北部沿海省份，西、北、东北三面环大西洋，东起顺时针与卡爾瓦多斯省、奧恩省、马耶讷省和伊勒-维莱讷省接壤。
与圣维戈尔德蒙接壤的市镇（或旧市镇、城区）包括：朗代勒和库皮尼、圣玛丽-乌特尔洛、古韦、蒙布赖、莫里尼、泰西博卡日。

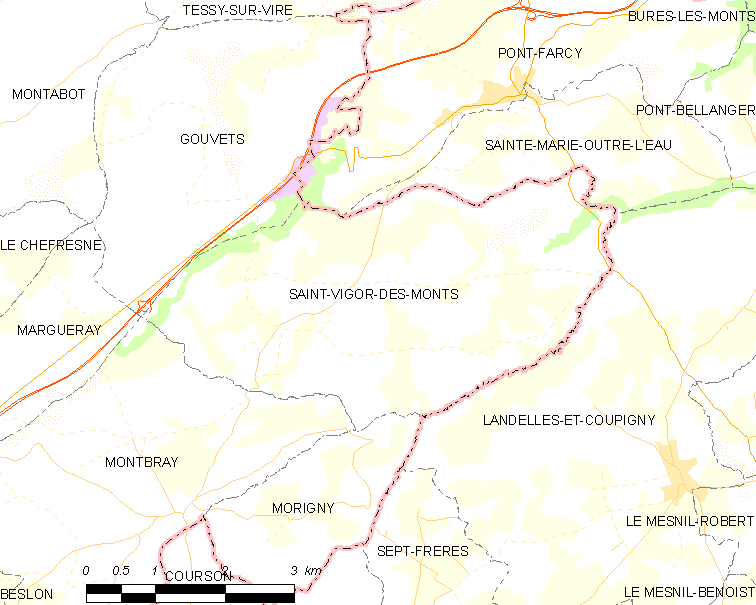
圣维戈尔德蒙的OSM定位图

圣维戈尔德蒙的时区为UTC+01:00、UTC+02:00（夏令时）。

## 行政
圣维戈尔德蒙的邮政编码为50420，INSEE市镇编码为50563。

## 政治
圣维戈尔德蒙所属的省级选区为维尔河畔孔代县。

## 人口

1962-2008年间圣维戈尔德蒙人口变化图示

圣维戈尔德蒙于2022年1月1日时的人口数量为283人。